# Salat al-djuma

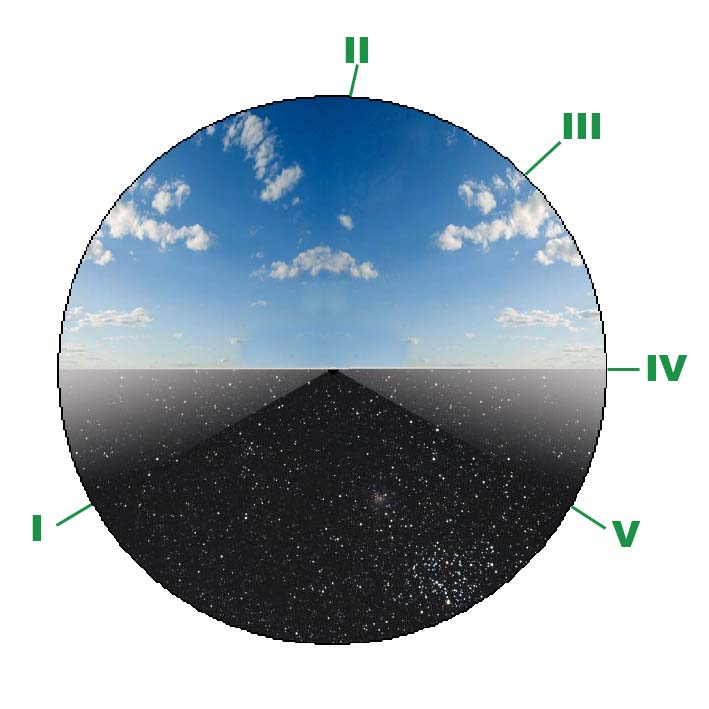
De vijf tijden van de salat ten opzichte van de dag en nacht, salat al-djuma vervangt in principe dhuhr, aangegeven met II

Salat al-djuma, salat al-dhoemoe'ah (Ar.:'صلاة الجمعة') of vrijdaggebed is binnen de islam de salat op vrijdag dat normaliter ten tijde van het dhuhr-gebed wordt verricht.
In vroegere tijden werd dit gebed in één moskee in een dorp of stad gehouden. Deze moskee werd dan ook de vrijdagmoskee of masdjid al-djami genoemd. Naarmate de islam zich verspreidde en hoe groter de nederzettingen en steden werden, des te noodzakelijker werd het om voor iedere wijk een moskee te bouwen.
Bij het binnentreden van de moskee verrichten moslims, afhankelijk van de madhhab, meestal twee raka'at. Voor het eigenlijke begin van de salat betreedt de imam of een ander goed onderlegd persoon de minbar en spreekt als khatib de khutbah uit. In veel islamitische landen wordt eveneens de zegen over de huidige machthebbers afgeroepen. Tijdens het vrijdaggebed zijn in sommige landen alle winkels, kantoren en bedrijven gesloten tot aan het einde van de gebedsdienst.
Soera De Vrijdag 9-10 zegt het volgende:
 O gij die gelooft, wanneer er wordt opgeroepen tot de salat op de Dag der Bijeenkomst, spoedt u dan tot de gedenking Gods en laat af van de koophandel. Dit is beter voor u indien gij het wist. Wanneer dan de salat beëindigd is, verspreidt u dan in het land en streeft naar Gods genade, en gedenkt God veelmaals, opdat het u wél moge gaan.
Na de preek bidt men de salat al-djuma die uit twee raka'at bestaat.

## Voorwaarden voor verplichte deelname
De hanafitische madhhab gaat uit van zeven condities voor verplichte deelname aan salat al-djuma:
1. Man zijn;
2. Vrij persoon (geen slaaf);
3. Ter plaatse woonachtig;
4. Gezond zijn (niet te ziek om te kunnen komen);
5. Niet blind of slechtziend zijn;
6. Niet kreupel zijn
7. In veiligheid van vijanden leven.

Ook hevige neerslag en dergelijke omstandigheden ontslaan van de verplichting deel te nemen.
Vrouwen, slaven, reizigers, zieken, blinden en lammen zijn niet verplicht aan het gebed deel te nemen, maar ze mogen het wel. Vrouwen bidden op de achterste plaatsen of op een verhoogde plaats.

## Voorwaarden voor de geldigheid
De hanafitische madhhab gaat uit van zes bepalingen voor de geldigheid van salat al-djuma:
1. De plaats waar het gebed verricht wordt moet een grote gemeente met stadsrechten zijn of een dorp met overeenkomstige voorrechten;
2. Het vrijdaggebed moet worden geleid door de leider of diens plaatsvervanger;
3. Het moet op het tijdstip van dhuhr verricht worden;
4. Er moet een khutbah voor de verzamelde mensen worden uitgesproken;
5. Buiten de imam dienen minimaal drie personen aanwezig te zijn;
6. De plaats moet vrij toegankelijk zijn.

Volgens de sjafitische rechtsschool dienen er 40 mannen aanwezig te zijn.